# Оттон (герцог Нижней Лотарингии)
Оттон (Оттон II; фр. Otton de Basse-Lotharingie, нем. Otto von Niederlothringen; ок. 970 — 1005/1012, Маастрихт — герцог Нижней Лотарингии примерно с 991 года; один из последних представителей династии Каролингов.

## Биография

### Правление
Оттон был сыном Карла I, герцога Нижней Лотарингии, и Агнессы Труаской, дочери графа Мо и Труа Роберта де Вермандуа. Его точный год рождения неизвестен, но предполагается, что он мог родиться в начале 970-х годов.
Когда в 991 году его отец, оспаривавший французскую корону у Гуго Капета, попал в плен к своему противнику, Оттон находился в Лотарингии, и унаследовал титул отца после его смерти в заточении. Точный год смерти отца Оттона неизвестен - Сигеберт из Жамблу указывал, что Карл умер в 991 году, но по мнению Фердинанда Лота хронист перепутал год смерти и год, когда Карл попал в плен. По его мнению Карл был ещё жив в январе 992 года и умер около 995 года.
О биографии Оттона известно не очень много. В отличие от отца, он не пытался бороться с Капетингами за французский трон. Будучи близким родственником (двоюродным братом) императора Священной Римской империи Оттона III, Оттон Нижнелотарингский был его верным вассалом и принимал участие в императорском походе в Италию, во время которого Оттон III умер в январе 1002 года.
Новый император Генрих II Святой, также приходившийся двоюродным братом Оттону, в том же 1002 году передал герцогу находившиеся в Нижней Лотарингии владения епископа Меца Тьерри II. Среди них был монастырь Сен-Тронд, который Оттон разорил, что вызвало жалобу аббата императору.

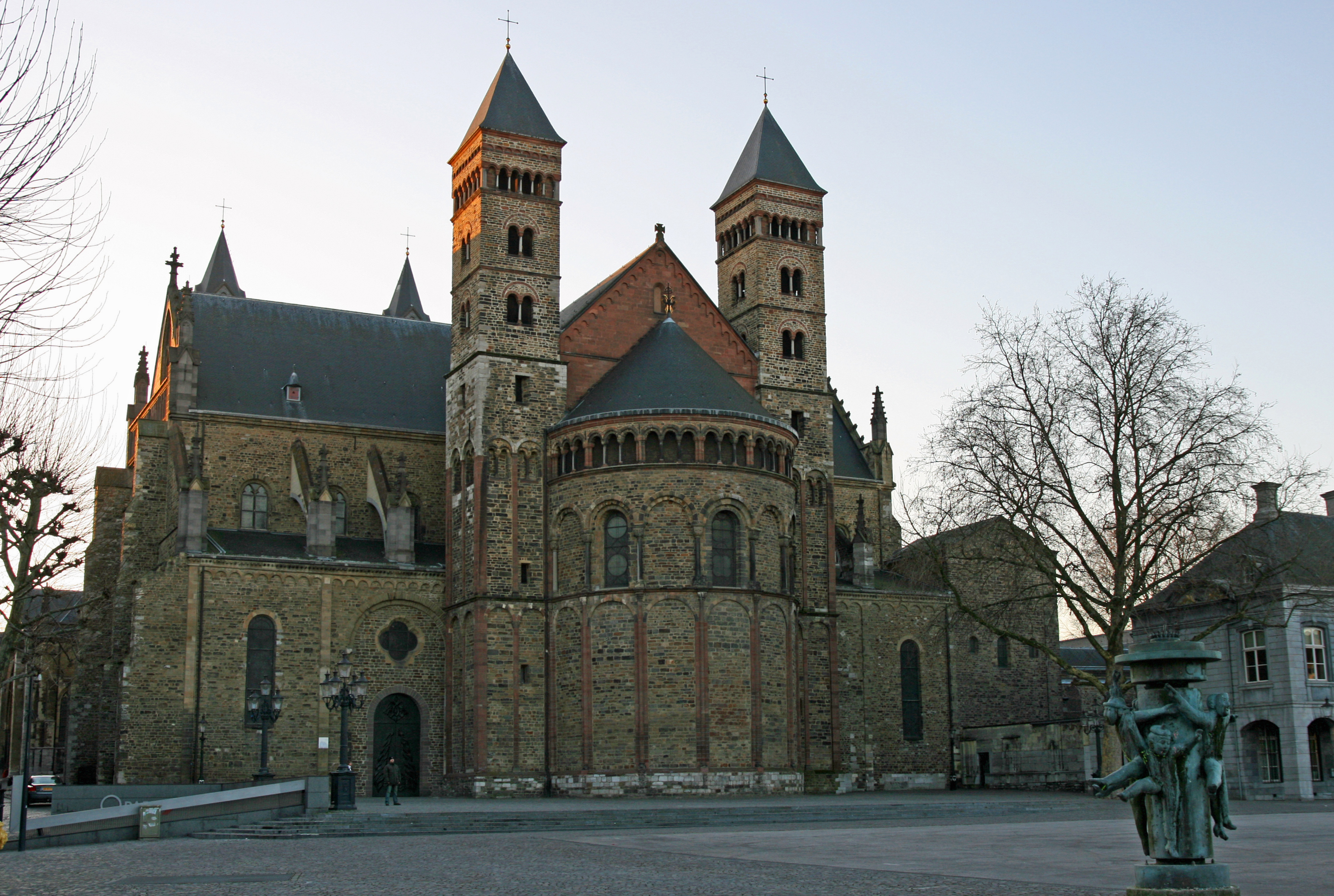
Базилика Святого Серватия

Точный год смерти Оттона не известен. Согласно хронике Сигеберта из Жамблу, герцог умер в 1005 году. Однако преемник Оттона был назначен герцогом Нижней Лотарингии только около 1012 года, поэтому не исключено, что он умер незадолго до этой даты.

### Семья
Вероятно, Оттон был одним из последних представителем династии Каролингов. После его смерти из потомков Карла Великого остались только представители побочной династии Вермандуа, ведущей начало от незаконнорождённого сына короля Италии Пипина.
Однако точно не известно, когда умерли братья Оттона. Карл был спасён от плена слугами и, вероятно, жил у старшего брата, возможно, умерев раньше него. Людовик же был заключён вместе с отцом в Орлеане и, вероятно, после смерти отца был вместе с матерью и сёстрами отдан под охрану епископа Лана Адальберона. В период между 1005 и 1012 годами он жил при дворе герцога Аквитании Гильома V. Он был жив ещё в 1009 году.
На основании сведений «Анонимной истории ландграфов Тюрингии» (XV век) долгое время с Людовиком отождествляли родоначальника ландграфов Тюрингии (Людовингов) Людовика Бородатого, получившего титул в 1025 году от императора Конрада II. Однако сейчас эту версию большинство историков отвергают.
Точно неизвестно, был ли женат Оттон. Судя по всему, сыновей у Оттона не было, или они не пережили отца. Однако у него вполне могли быть дочери. В «Деяниях аббатов Сен-Тронда» сообщается, что у Оттона была дочь Герменгарда (Эрменгарда), вышедшая замуж за графа Намюра (лат. «Hermegardam Namursi cometissam»). Однако, согласно составленной не ранее 1089 года «Генеалогии графов Булонских», Эрменгарда была не дочерью, а сестрой Оттона: в этом источнике она названа женой графа Намюра Альберта I. Это известие хронологически более достоверно.